# (957) Camelia
(957) Camelia és un asteroide del cinturó principal descobert per l'astrònom Karl Wilhelm Reinmuth en 1921 des de l'observatori de Heidelberg-Königstuhl, Heidelberg, Alemanya.
Deu el seu nom a la camèlia, una planta de la família Theaceae.
S'estima que té un diàmetre de 73,73 ± 1,5 km. La seva distància mínima d'intersecció de l'òrbita terrestre és d'1,71321 ua. El seu TJ és de 3,226.
Les observacions fotomètriques recollides d'aquest asteroide mostren un període de rotació de 150 hores, amb una variació de lluentor de 9,9 de magnitud absoluta.